# Bandō

Amplasarea oraşului Bando în prefectura Ibaraki

Bandō (坂東市 Bandō-shi?) este un municipiu din Japonia, prefectura Ibaraki.

## Legături externe
Materiale media legate de municipiul Bandō la Wikimedia Commons
1. ↑  市の概要 (în japoneză), arhivat din original la |archive-url= necesită |archive-date= (ajutor)
2. ↑   (PDF), Geospatial Information Authority of Japan[*], p. 21 https://www.gsi.go.jp/KOKUJYOHO/MENCHO/backnumber/GSI-menseki20210101.pdf Lipsește sau este vid: |title= (ajutor)